# Mîroliubivka, Sînelnîkove
Mîroliubivka (în ucraineană Миролюбівка) este localitatea de reședință a comunei Mîroliubivka din raionul Sînelnîkove, regiunea Dnipropetrovsk, Ucraina.

## Demografie
Componența lingvistică a localității Mîroliubivka
     Ucraineană (92,84%)
     Rusă (6,47%)
     Alte limbi (0,28%)
Conform recensământului din 2001, majoritatea populației localității Mîroliubivka era vorbitoare de ucraineană (92,84%), existând în minoritate și vorbitori de rusă (6,47%).